# Pierre Van der Poel
Pierre François Gérard Van der Poel (1925 - Gent, 28 juni 2008) was een Belgisch redacteur.

## Levensloop
Kort na de Duitse capitulatie verlaat hij het ouderlijk huis van zijn gescheiden moeder. Na de bevrijding nam hij dienst in het Britse leger. Hij werd in West-Duitsland gelegerd waar hij actief was in de 'censuur', het orgaan dat alle post uit Oost-Europa uitploos naar strategische informatie. Tevens werd hij rond deze periode actief als schrijver van reportages voor Elseviers Weekblad. Vervolgens werd hij in 1948 actief als achtereenvolgend corrector, buitenlandredacteur en ten slotte van 1964 tot 1969 redactiesecretaris van de Vooruit. Hij volgde in deze hoedanigheid Georges Hebbelinck op, zelf werd hij opgevolgd door Bob Van de Voorde.